# La Laiterie
 (mars 2025).
 (mars 2025).
Motif : Sources suffisantes ? Notoriété démontrée ?
- Archive Wikiwix
- Bing
- Cairn
- DuckDuckGo
- E. Universalis
- Gallica
- Google
- G. Books
- G. News
- G. Scholar
- Persée
- Qwant
- (zh) Baidu
- (ru) Yandex
- (wd) trouver des œuvres sur Wikidata

| 1. | Préciser le motif de la pose du bandeau. | Précisez le motif de la pose du bandeau en utilisant la syntaxe suivante : {{admissibilité à vérifier\|date=mai 2025\|motif=remplacez ce texte par le motif}}                    |
| 2. | Informer les utilisateurs concernés.     | Pensez à avertir le créateur de l'article, par exemple, en insérant le code ci-dessous sur sa page de discussion : {{subst:avertissement admissibilité à vérifier\|La Laiterie}} |

Pour les articles homonymes, voir Laiterie.
La Laiterie est une salle de concert, ainsi qu'un site culturel composé de plusieurs équipements, installé sur une ancienne friche industrielle du quartier de la Gare à Strasbourg.

## Organisation
L'appellation courante « La Laiterie » désigne la salle des musiques actuelles située dans le quartier dit de la Laiterie. Cependant La Laiterie ne se résume pas uniquement à celle-ci. C'est en fait un territoire relativement étendu regroupant plusieurs structures culturelles et bâtiments à vocation artistique :
- La salle des musiques actuelles - (divisée en deux parties : la grande salle et le Club) communément appelée « La Laiterie » et gérée par l'association Artefact-PRL.
- Le Hall des Chars, géré par l'association La Friche Laiterie, fédérant une cinquantaine d'artistes et de compagnies émergentes.
- Le CAJ Molodoï, conduit par l'association Molodoï, au mode de fonctionnement original, sur le principe de l'autogestion.
- Le siège administratif du Taps (Théâtre Actuel et Public Strasbourg) - direction Olivier Chapelet.
- La salle de théâtre du Taps-Laiterie (ex-Taps Gare, ex-Théâtre des Lisières).
- La Fabrique de théâtre, imposant bâtiment rassemblant les bureaux de compagnies de théâtre et de plusieurs festivals mais aussi maintes salles de répétition pour le théâtre et la danse, mis à disposition par la direction de la Culture de la ville de Strasbourg.
- Le bar « La Laiterie » (concession actuellement fermée).
- La maison qui regroupait jadis les anciens bureaux de la Laiterie centrale de Strasbourg (ex-bureaux du Centre européen jeune création, actuellement inoccupés).
- La cité des Arts, immeuble de logements pour étudiants construit lors de la réhabilitation du site.

La Laiterie n'est donc pas un « lieu unique » mais plutôt d'anciens locaux industriels réhabilités et s'étalant de part et d'autre de la rue du Hohwald, jusqu'à la rue du Ban de la Roche et la rue de la Broque, entre l'autoroute A35 et la voie ferrée menant de la Gare centrale vers l'Allemagne.

## Événements
Le site de la Laiterie accueille au mois de septembre, de 2003 à 2009 puis de nouveau depuis 2019, Les Nuits électroniques de l'Ososphère. Initié par l'équipe de l'association Quatre 4.0, ce festival a pour vocation de nombreux artistes œuvrant dans le domaine des musiques électroniques, des arts visuels et du multimédia.
Ce festival est le seul événement qui se déroule sur l'intégralité du site. Il fait ainsi de la Laiterie un espace urbain à part dans la ville.
D'autres événements marquants ont eu lieu  : le festival Giboul'Off, initié par le Collectif Off en parallèle des Giboulées de la Marionnette au Molodoï, Faites du Théâtre, quinzaine consacrée à la pratique du théâtre destinée à sensibiliser les enfants au spectacle vivant, Sans Titre (mais poétique) consacré à la poésie sonore au Hall des Chars, ou encore Paye ton Noël, organisé par l'association Pelpass, au Molodoï.

## Histoire du site
Jusqu'au début du XXe siècle, une petite brasserie était établie sur ces terrains situés au sud du quartier de la Gare.
C'est en 1915, alors que Strasbourg est encore ville allemande, qu'est fondée la Laiterie centrale sur le site actuel. Dans les nouveaux locaux, le personnel effectue la pasteurisation de tous les laits recueillis.
La chaufferie, dont la cheminée en briques est toujours visible, remplaça en 1960 celle bâtie en 1921.
L'activité laitière cesse en 1979 lorsque la Laiterie centrale de Strasbourg fusionne avec quatre coopératives régionales pour devenir la Laiterie coopérative alsacienne Alsace Lait. Elle s'installe à Hœrdt, dans des locaux plus adaptés, laissant le site strasbourgeois inoccupé. Certaines parties des bâtiments sont rapidement squattées par des artistes qui y installent leurs ateliers.
Lors de l'élection de Catherine Trautmann à la tête de la municipalité en 1989, une réflexion est engagée pour revaloriser l'intégralité du site laissé à l'abandon. Mandat est confié à la SERS (Société d'Équipement de la Région de Strasbourg) de procéder à la requalification des bâtiments. Au total, 9 000 m2 sont disponibles. Le Centre Européen de la Jeune Création est créé en 1992 mais liquidé en octobre 2003. En 1994, la salle des musiques nouvelles ouvre ses portes au public. Subventionnée par la ville de Strasbourg, la CUS, le département du Bas-Rhin, la Région Alsace et le Ministère de la culture, elle est gérée par deux associations : Artefact PRL et Quatre 4.0. La même année, le CAJ-Molodoï obtient la gestion d'une salle pouvant accueillir jusqu'à 800 personnes. En 2006, l'association La Friche Laiterie se voit confier le Hall des Chars ainsi que l'ancienne bibliothèque du Conservatoire national de Région.
Depuis avril 2008, une vingtaine d'artistes a investi un bâtiment de 2 000 mètres carrés au 42 de la rue du Ban de la Roche, contigu au site de la Laiterie : la Semencerie - du nom de l'entreprise occupant précédemment les locaux, Nungesser Semences. Malgré la vétusté constatée, la bâtisse se révèle extrêmement propice à l'implantation d'ateliers et à l'organisation d'expositions. Début 2009, les plasticiens créent l'association « La Semencerie » et poursuivent la rénovation des lieux.

## Accès
Le site de la Laiterie est desservie par la ligne B du tramway de Strasbourg, station Laiterie ainsi que par les lignes de bus 2 et L1.